# Palais Abensperg-Traun (Herrengasse)
Das Palais Abensperg-Traun war ein Palais in der Herrengasse 14 im 1. Wiener Gemeindebezirk Innere Stadt.

## Geschichte

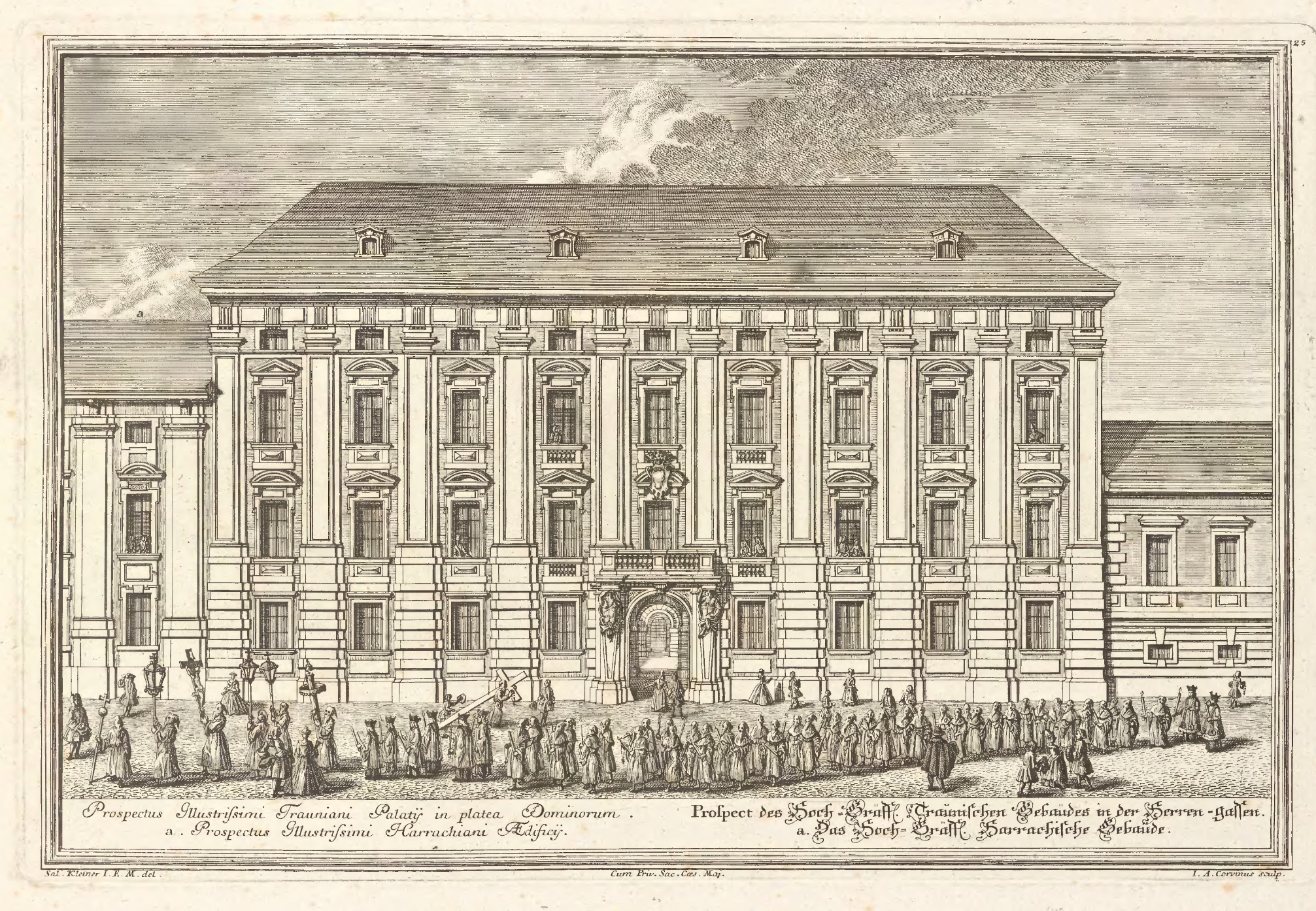
Das Palais Abensperg-Traun nach einem Stich von Salomon Kleiner

Im Jahre 1401 verkaufte ein gewisser Hans Westenberger ein Grundstück mit Haus in der heutigen Herrengasse 14 an die Herren von Traun. 1651 kaufte Ernst Graf von Abensperg-Traun das Nachbargebäude dazu und ließ ein repräsentatives Palais errichten. Man weiß nicht genau, von wem der Bau stammt, aber das Architektenduo Giovanni Pietro Tencalla und Filiberto Lucchese gilt allgemeinhin als Baumeister.
Bereits ein Jahr später soll das Palais als erstes Haus in Wien mit einer Wasserleitung versorgt worden sein. Während der Türkenbelagerung von 1683 brannte das Palais nieder und wurde um 1700 wieder aufgebaut. 1855 erwarb die k.k. Nationalbank, die das an das Palais anschließende Bankgebäude vergrößern wollte, das Palais und ließ es abreißen. Heinrich Ferstel wurde mit dem Neubau beauftragt und errichtete das heute nach ihm benannte Palais Ferstel.